# فرودگاه بین‌المللی قشم
فرودگاه قشم (یاتا: GSM، ایکائو: OIKQ) فرودگاهی بین‌المللی است که در روستای دیرستان، در مرکز جزیره قشم قرار دارد.
در سال ۱۴۰۲ شمسی ۴٫۵۰۹ نشست و برخاست در این فرودگاه انجام شد که در مجموع ۵۳۹٫۵۳۷ مسافر جابه جا شدند این فرودگاه یک ترمینال خارجی دارد که به شهرهای دوبی و مدینه پرواز مستقیم دارد.

## تاریخچه
مطالعات اولیه احداث فرودگاه قشم از سال ۱۳۰۴ شروع گردیده؛ در سال ۱۳۳۵ فعالیت ساختمانی را آغاز نموده‌است. شروع جابجائی مسافر و حمل بار از سال ۱۳۴۹ با دو پرواز در هفته از نوع DC6 بین قشم و تهران و بالعکس انجام می‌گردیده‌است.

## شرکت‌های هواپیمایی و مقصدهای پروازی
| شرکت‌های هواپیمایی | مقصدهای پروازی |
| ----------------- | --- |
| ایران ایر         | فرودگاه بین‌المللی مهرآباد، فرودگاه بین‌المللی شهید دستغیب شیراز |
| هواپیمایی آسمان   | فرودگاه بین‌المللی شهید دستغیب شیراز |
| هواپیمایی معراج   | فرودگاه بین‌المللی شهید بهشتی اصفهان، فرودگاه بین‌المللی مهرآباد، فرودگاه بین‌المللی شهید هاشمی‌نژاد مشهد                                                                                       |
| هواپیمایی قشم     | فرودگاه بین‌المللی مهرآباد، فرودگاه بین‌المللی شهید هاشمی‌نژاد مشهد، فرودگاه بین‌المللی شهید بهشتی اصفهان، فرودگاه بین‌المللی شهدای گرگان، فرودگاه کرمانشاه، فرودگاه بین‌المللی شهید دستغیب شیراز |
| هواپیمایی تابان   | فرودگاه بین‌المللی مهرآباد، فرودگاه بین‌المللی شهید هاشمی‌نژاد مشهد |
| هواپیمایی زاگرس   | فرودگاه بین‌المللی مهرآباد |
| هواپیمایی وارش    | فرودگاه بین‌المللی مهرآباد |

## نگارخانه

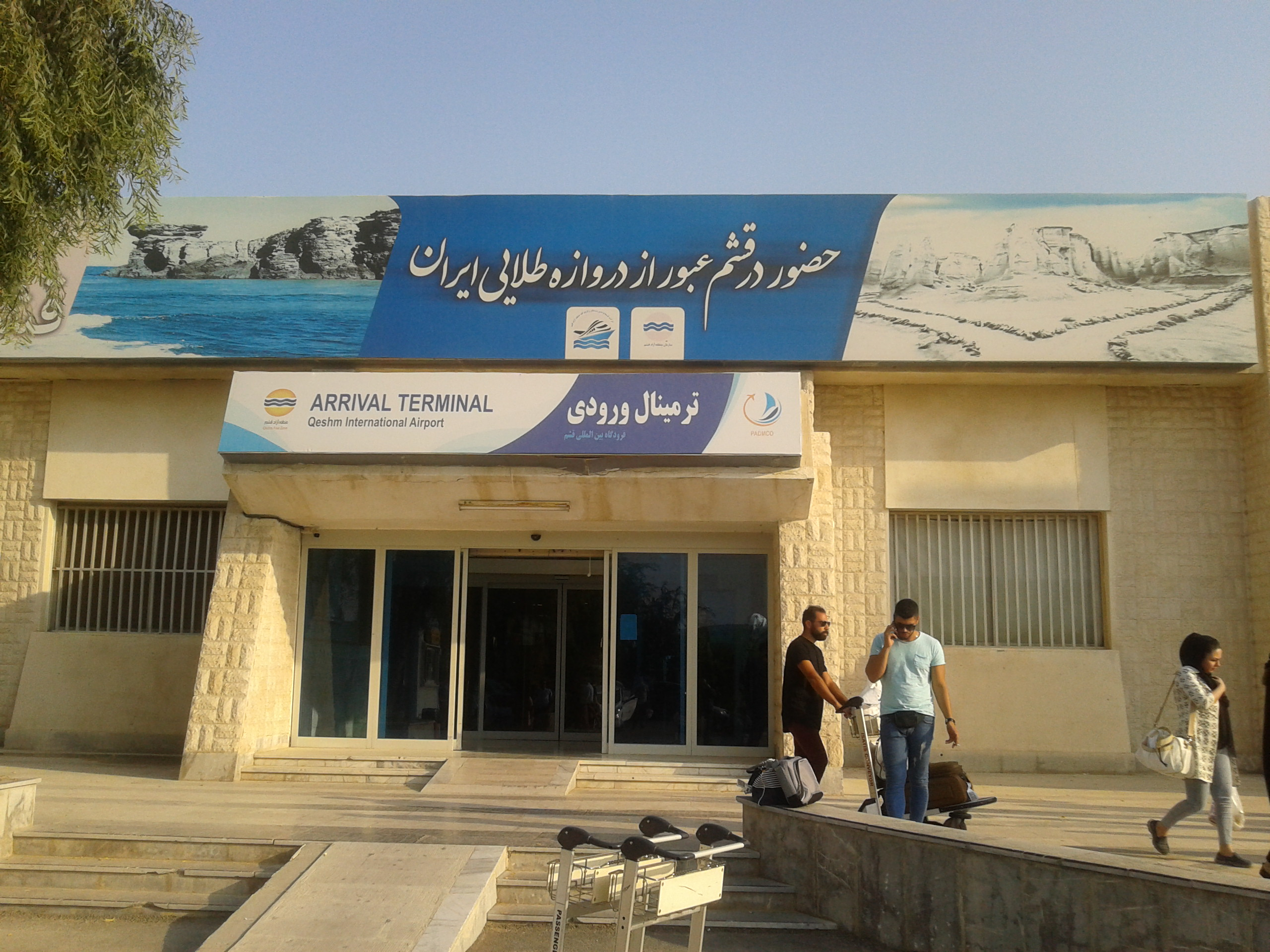
ورودی فرودگاه، مهر ۱۳۹۸